# Gąsiorowice
'Gąsiorowice (dodatkowa nazwa w j. niem. Gonschiorowitz, śl. Gōńśyrowice, 1938-1945 Quellental) – wieś w Polsce, położona w województwie opolskim, w powiecie strzeleckim, w gminie Jemielnica.
W latach 1975–1998 wieś należała administracyjnie do ówczesnego województwa opolskiego.
Atrakcją miejscowości jest galeria murali przedstawiających wizerunki dawnych mieszkańców wsi.

## Nazwa
W alfabetycznym spisie miejscowości z terenu Śląska wydanym w 1830 roku we Wrocławiu przez Johanna Knie wieś występuje pod polską nazwą Gąsiorowic oraz nazwą niemiecką Gonschiorowitz. Ze względu na polskie pochodzenie nazwy w latach 1936-45 nazistowska administracja III Rzeszy zmieniła zgermanizowaną nazwę na nową, całkowicie niemiecką Quellental.

## Integralne części wsi
| SIMC    | Nazwa  | Rodzaj     |
| ------- | ------ | ---------- |
| 0495668 | Barć   | część wsi  |
| 0495674 | Bokowe | przysiółek |
| 0495680 | Dębina | przysiółek |